# Phoenicoprocta amazonica
Phoenicoprocta amazonica är en fjärilsart som beskrevs av Hans Zerny 1931. Phoenicoprocta amazonica ingår i släktet Phoenicoprocta och familjen björnspinnare. Inga underarter finns listade i Catalogue of Life.